# Röplabda az 1976. évi nyári olimpiai játékokon
Az 1976. évi nyári olimpiai játékokon a röplabdatornákat július 20. és 31. között rendezték. A magyar női röplabda-válogatott negyedik helyezést ért el.

## Éremtáblázat
(Az egyes számoszlopok legmagasabb értéke, vagy értékei vastagítással kiemelve.)
| Az 1976. évi nyári olimpiai játékok éremtáblázata röplabdában | Az 1976. évi nyári olimpiai játékok éremtáblázata röplabdában | Az 1976. évi nyári olimpiai játékok éremtáblázata röplabdában | Az 1976. évi nyári olimpiai játékok éremtáblázata röplabdában | Az 1976. évi nyári olimpiai játékok éremtáblázata röplabdában | Olimpia  |
| ------------------------------------------------------------- | ------------------------------------------------------------- | ------------------------------------------------------------- | ------------------------------------------------------------- | ------------------------------------------------------------- | -------- |
|                                                               | Ország                                                        | Arany                                                         | Ezüst                                                         | Bronz                                                         | Összesen |
| 1.                                                            | Lengyelország (POL)                                           | 1                                                             | 0                                                             | 0                                                             | 1        |
|                                                               | Japán (JPN)                                                   | 1                                                             | 0                                                             | 0                                                             | 1        |
| 3.                                                            | Szovjetunió (URS)                                             | 0                                                             | 2                                                             | 0                                                             | 2        |
| 4.                                                            | Kuba (CUB)                                                    | 0                                                             | 0                                                             | 1                                                             | 1        |
|                                                               | Dél-Korea (KOR)                                               | 0                                                             | 0                                                             | 1                                                             | 1        |
|                                                               |                                                               |                                                               |                                                               |                                                               |          |
| Összesen                                                      | Összesen                                                      | 2                                                             | 2                                                             | 2                                                             | 6        |

## Érmesek

### Férfi torna
| Az 1976. évi nyári olimpiai játékok érmesei férfi röplabdában | Az 1976. évi nyári olimpiai játékok érmesei férfi röplabdában | Az 1976. évi nyári olimpiai játékok érmesei férfi röplabdában | Az 1976. évi nyári olimpiai játékok érmesei férfi röplabdában |
| --- | --- | --- | ------------------------------------------------------------- |
| Arany | Ezüst | Bronz |                                                               |
| Lengyelország (POL) | Szovjetunió (URS) | Kuba (CUB) |                                                               |
| Włodzimierz Stefański Bronisław Bebel Lech Łasko Edward Skorek Tomasz Wójtowicz Wiesław Gawłowski Mirosław Rybaczewski Zbigniew Lubiejewski Ryszard Bosek Włodzimierz Sadalski Zbigniew Zarzycki Marek Karbarz | Anatolij Poliscsuk Vjacseszlav Zajcev Jefim Csulak Vlagyimir Dorohov Alekszandr Jermilov Pāvels Seļivanovs Oleh Moliboha Vlagyimir Kondra Jurij Sztarunszkij Vlagyimir Csernisov Vlagyimir Ulanov Alekszandr Szavin | Leonel Marshall Victoriano Sarmientos Ernesto Martínez Víctor García Carlos Salas Raúl Vilches Jesús Savigne Lorenzo Martínez Diego Lapera Antonio Rodríguez Alfredo Figueredo Jorge Pérez Vento |                                                               |

### Női torna
| Az 1976. évi nyári olimpiai játékok érmesei női röplabdában | Az 1976. évi nyári olimpiai játékok érmesei női röplabdában | Az 1976. évi nyári olimpiai játékok érmesei női röplabdában | Az 1976. évi nyári olimpiai játékok érmesei női röplabdában |
| --- | --- | --- | ----------------------------------------------------------- |
| Arany | Ezüst | Bronz |                                                             |
| Japán (JPN) | Szovjetunió (URS) | Dél-Korea (KOR) |                                                             |
| Arakida Júko Iida Takako Kaneszaka Kacuko Kató Kijomi Maeda Ecsiko Macuda Noriko Okamoto Mariko Sirai Takako Takajanagi Sóko Jano Hiromi Jokojama Dzsuri Joshida Mariko | Larisza Bergen Ljudmila Csernisova Olga Kozakova Natalja Kusnyir Nyina Muradjan Lilija Oszadcsaja Anna Rosztova Ljubov Rudovszkaja Inna Riszkal Ljudmila Scsetyinyina Nyina Szmolejeva Zoja Juszova | Pek Mjongszon (Baek Myeongseon) Pjon Gjongdzsa (Byeon Gyeongja) Csang Hjeszuk (Jang Hye-suk) Cso Hjedzsong (Jo Hye-jeong) Csong Szunok (Jeong Sunok) I Szunbok (Lee Sun-bok) I Szunok (Lee Sun-ok) Ma Kumdzsa (Ma Geum-ja) Pak Migum (Park Mi-geum) Jun Jongne (Yun Yeong-nae) Ju Dzsonghje (Yu Jeong-hye) Ju Gjonghva (Yu Gyeong-hwa) |                                                             |